# Equipa Maravilha
A Equipa Maravilha foi o epíteto pelo qual ficou conhecida no panorama do hóquei em patins português o quinteto formado por Ramalhete, Júlio Rendeiro, Sobrinho, Chana e António Livramento, por muitos considerado como a melhor equipa de sempre do hóquei em patins.
Na temporada de 1976/77, sob a orientação de Torcato Ferreira, conquistou ao serviço do Sporting Clube de Portugal o Campeonato Nacional, a Taça de Portugal e a Taça dos Campeões Europeus, que até aí nunca nenhuma equipa portuguesa tinha ganho. 
Este quinteto era também a equipa titular da Selecção Nacional que ganhou o Campeonato da Europa de 1977 e foi durante anos a base dessa Selecção, que muitos títulos conquistou.